# Lijst van Tweede Kamerleden 1852-1853
Lijst van Tweede Kamerleden 1852-1853 geeft een overzicht van de leden van de Nederlandse Tweede Kamer in de periode tussen de periodieke verkiezingen van 1852 en de algemene verkiezingen van 1853. De zittingsperiode van de Tweede Kamer ging in op 20 september 1852 en eindigde op 26 april 1853 door ontbinding van de Tweede Kamer.
De Tweede Kamer telde 68 leden, die gekozen werden in 38 districten. Zij werden gekozen voor een termijn van vier jaar; om de twee jaar werd de helft van de Tweede Kamer vernieuwd.
| Naam                                     | groepering               | district         | begindatum        | einddatum       | refs   |
| ---------------------------------------- | ------------------------ | ---------------- | ----------------- | --------------- | ------ |
| Dirk van Akerlaken                       | liberalen                | Hoorn            | 07-10-1850 [ d ]  | 26 april 1853   | [ 2 ]  |
| Sebastiaan Anemaet                       | thorbeckianen            | Zierikzee        | 20 september 1852 | 26 april 1853   | [ 3 ]  |
| Philip Bachiene                          | thorbeckianen            | Goes             | 07-10-1850 [ d ]  | 26 april 1853   | [ 4 ]  |
| Jean Baud                                | conservatieven           | Rotterdam        | 07-10-1850 [ d ]  | 26 april 1853   | [ 5 ]  |
| Carolus Beens                            | thorbeckianen            | Tilburg          | 20 september 1852 | 26 april 1853   | [ 6 ]  |
| Steven Blaupot ten Cate                  | liberalen                | Groningen        | 07-10-1850 [ d ]  | 26 april 1853   | [ 7 ]  |
| Pieter Blussé van Oud-Alblas             | thorbeckianen            | Dordrecht        | 20 september 1852 | 26 april 1853   | [ 8 ]  |
| Willem Boreel van Hogelanden             | gematigde liberalen      | 's-Gravenhage    | 20 september 1852 | 26 april 1853   | [ 9 ]  |
| Johannes Bots                            | thorbeckianen            | Eindhoven        | 20 september 1852 | 26 april 1853   | [ 10 ] |
| Isaäc ter Bruggen Hugenholtz             | thorbeckianen            | Dokkum           | 20 september 1852 | 26 april 1853   | [ 11 ] |
| Edmond van Dam van Isselt                | liberalen                | Tiel             | 20 september 1852 | 8 oktober 1852  | [ 12 ] |
| Jacob Dirks                              | conservatieven           | Leeuwarden       | 07-10-1850 [ d ]  | 26 april 1853   | [ 13 ] |
| Gustaaf Dommer van Poldersveldt          | conservatief-katholieken | Nijmegen         | 20 september 1852 | 26 april 1853   | [ 14 ] |
| Elisa van Doorn                          | conservatieven           | Utrecht          | 07-10-1850 [ d ]  | 19 april 1853   | [ 15 ] |
| Willem Dullert                           | thorbeckianen            | Zutphen          | 07-10-1850 [ d ]  | 26 april 1853   | [ 16 ] |
| Daniël van Eck                           | thorbeckianen            | Middelburg       | 07-10-1850 [ d ]  | 26 april 1853   | [ 17 ] |
| Adriaan Engelen                          | liberalen                | Amersfoort       | 20 september 1852 | 26 april 1853   | [ 18 ] |
| Johannes de Fremery                      | thorbeckianen            | Steenwijk        | 07-10-1850 [ d ]  | 26 april 1853   | [ 19 ] |
| Willem Gevers Deynoot                    | thorbeckianen            | Rotterdam        | 20 september 1852 | 26 april 1853   | [ 20 ] |
| Daniël Gevers van Endegeest              | conservatieven           | Leiden           | 20 september 1852 | 26 april 1853   | [ 21 ] |
| Michel Godefroi                          | gematigde liberalen      | Amsterdam        | 20 september 1852 | 26 april 1853   | [ 22 ] |
| Jan van Goltstein                        | conservatief-liberalen   | Utrecht          | 20 september 1852 | 26 april 1853   | [ 23 ] |
| Guillaume Groen van Prinsterer           | antirevolutionairen      | Zwolle           | 20 september 1852 | 26 april 1853   | [ 24 ] |
| Floris van Hall                          | gematigde liberalen      | Amsterdam        | 20 september 1852 | 19 april 1853   | [ 25 ] |
| Jan Heemskerk                            | thorbeckianen            | Amsterdam        | 07-10-1850 [ d ]  | 26 april 1853   | [ 26 ] |
| Louis van Heiden Reinestein              | conservatieven           | Assen            | 07-10-1850 [ d ]  | 26 april 1853   | [ 27 ] |
| Johannes van der Heijde                  | liberalen                | Eindhoven        | 07-10-1850 [ d ]  | 26 april 1853   | [ 28 ] |
| Johannes Hengst                          | liberalen                | Boxmeer          | 07-10-1850 [ d ]  | 26 april 1853   | [ 29 ] |
| Wolter van Hoëvell                       | thorbeckianen            | Almelo           | 20 september 1852 | 26 april 1853   | [ 30 ] |
| Herman Huguenin                          | liberalen                | Sneek            | 20 september 1852 | 26 april 1853   | [ 31 ] |
| Franciscus Jespers                       | thorbeckianen            | Tilburg          | 07-10-1850 [ d ]  | 26 april 1853   | [ 32 ] |
| Anne Jongstra                            | thorbeckianen            | Sneek            | 07-10-1850 [ d ]  | 26 april 1853   | [ 33 ] |
| Jasper Leemans                           | liberalen                | Tiel             | 2 december 1852   | 26 april 1853   | [ 34 ] |
| Charles de Limpens                       | liberalen                | Maastricht       | 07-10-1850 [ d ]  | 26 april 1853   | [ 35 ] |
| Gijsbertus van der Linden                | thorbeckianen            | Gouda            | 20 september 1852 | 26 april 1853   | [ 36 ] |
| Pieter de Lom de Berg                    | conservatief-katholieken | Roermond         | 20 september 1852 | 26 april 1853   | [ 37 ] |
| Johannes Luyben                          | conservatief-katholieken | 's-Hertogenbosch | 07-10-1850 [ d ]  | 26 april 1853   | [ 38 ] |
| Willem van Lynden                        | antirevolutionairen      | Arnhem           | 07-10-1850 [ d ]  | 26 april 1853   | [ 39 ] |
| Æneas Mackay                             | antirevolutionairen      | Arnhem           | 20 september 1852 | 26 april 1853   | [ 40 ] |
| Maximiliaan de Man                       | liberalen                | Almelo           | 07-10-1850 [ d ]  | 26 april 1853   | [ 41 ] |
| Karel Meeussen                           | thorbeckianen            | Breda            | 07-10-1850 [ d ]  | 26 april 1853   | [ 42 ] |
| Leonard Metman                           | liberalen                | Gouda            | 07-10-1850 [ d ]  | 26 april 1853   | [ 43 ] |
| Samuel de Moraaz                         | thorbeckianen            | Alkmaar          | 07-10-1850 [ d ]  | 26 april 1853   | [ 44 ] |
| Asser van Nierop                         | thorbeckianen            | Hoorn            | 20 september 1852 | 26 april 1853   | [ 45 ] |
| Joannes van Nispen van Sevenaer          | liberalen                | Nijmegen         | 07-10-1850 [ d ]  | 26 april 1853   | [ 46 ] |
| Constantijn van Panhuys                  | liberalen                | Zutphen          | 23 november 1852  | 26 april 1853   | [ 47 ] |
| Johannes de Poorter                      | thorbeckianen            | 's-Hertogenbosch | 20 september 1852 | 26 april 1853   | [ 48 ] |
| Karel Poortman                           | thorbeckianen            | Delft            | 20 september 1852 | 26 april 1853   | [ 49 ] |
| Hendrik Provó Kluit                      | liberalen                | Amsterdam        | 07-10-1850 [ d ]  | 26 april 1853   | [ 50 ] |
| Gerrit de Raadt                          | liberalen                | Dordrecht        | 07-10-1850 [ d ]  | 26 april 1853   | [ 51 ] |
| Geert Reinders                           | liberalen                | Zuidhorn         | 20 september 1852 | 26 april 1853   | [ 52 ] |
| Jan Rochussen                            | conservatieven           | Alkmaar          | 20 september 1852 | 26 april 1853   | [ 53 ] |
| Cornelis Schiffer                        | conservatieven           | Gorinchem        | 07-10-1850 [ d ]  | 26 april 1853   | [ 54 ] |
| Pieter Schooneveld                       | liberalen                | 's-Gravenhage    | 07-10-1850 [ d ]  | 26 april 1853   | [ 55 ] |
| Jan Slicher van Domburg                  | conservatief-liberalen   | Middelburg       | 20 september 1852 | 26 april 1853   | [ 56 ] |
| Bartholomeus Sloet tot Oldhuis           | thorbeckianen            | Zwolle           | 07-10-1850 [ d ]  | 26 april 1853   | [ 57 ] |
| Harm Stolte                              | conservatieven           | Amsterdam        | 20 september 1852 | 26 april 1853   | [ 58 ] |
| Lambertus Storm                          | thorbeckianen            | Breda            | 20 september 1852 | 26 april 1853   | [ 59 ] |
| Carel Storm van 's Gravesande            | conservatief-liberalen   | Deventer         | 07-10-1850 [ d ]  | 26 april 1853   | [ 60 ] |
| Pieter Taets van Amerongen tot Natewisch | conservatieven           | Leiden           | 07-10-1850 [ d ]  | 26 april 1853   | [ 61 ] |
| Petrus van der Veen                      | conservatief-liberalen   | Assen            | 20 september 1852 | 26 april 1853   | [ 62 ] |
| Simon Verweij                            | liberalen                | Leeuwarden       | 20 september 1852 | 26 april 1853   | [ 63 ] |
| Willem van Voorst                        | conservatief-liberalen   | Haarlem          | 20 september 1852 | 26 april 1853   | [ 64 ] |
| Simon van Walchren                       | conservatief-liberalen   | Amersfoort       | 07-10-1850 [ d ]  | 26 april 1853   | [ 65 ] |
| Rembertus Westerhoff                     | thorbeckianen            | Appingedam       | 20 september 1852 | 26 april 1853   | [ 66 ] |
| Edmond van Wintershoven                  | thorbeckianen            | Maastricht       | 20 september 1852 | 26 april 1853   | [ 67 ] |
| Willem Wintgens                          | conservatief-liberalen   | Delft            | 07-10-1850 [ d ]  | 26 april 1853   | [ 68 ] |
| Johan van Wylick                         | liberalen                | Roermond         | 07-10-1850 [ d ]  | 26 april 1853   | [ 69 ] |
| Jan Zijlker                              | thorbeckianen            | Appingedam       | 07-10-1850 [ d ]  | 26 april 1853   | [ 70 ] |
| Jacob van Zuylen van Nijevelt            | thorbeckianen            | Zutphen          | 20 september 1852 | 16 oktober 1852 | [ 71 ] |

1815-1818 ·
1818-1821 ·
1821-1824 ·
1824-1827 ·
1827-1830 ·
1830-1833 ·
1833-1836 ·
1836-1839 ·
1839-1842 ·
1842-1845 ·
1845-1848 ·
1848-1849 ·
1849-1850 ·
1850-1852 ·
1852-1853 ·
1853-1854 ·
1854-1856 ·
1856-1858 ·
1858-1860 ·
1860-1862 ·
1862-1864 ·
1864-1866 ·
1866 (sep) ·
1866-1868 ·
1868-1869 ·
1869-1871 ·
1871-1873 ·
1873-1875 ·
1875-1877 ·
1877-1879 ·
1879-1881 ·
1881-1883 ·
1883-1884 ·
1884-1886 ·
1886-1887 ·
1887-1888 ·
1888-1891 ·
1891-1894 ·
1894-1897 ·
1897-1901 ·
1901-1905 ·
1905-1909 ·
1909-1913 ·
1913-1917 ·
1917-1918 ·
1918-1922 ·
1922-1925 ·
1925-1929 ·
1929-1933 ·
1933-1937 ·
1937-1946 ·
1946-1948 ·
1948-1952 ·
1952-1956 ·
1956-1959 ·
1959-1963 ·
1963-1967 ·
1967-1971 ·
1971-1972 ·
1972-1977 ·
1977-1981 ·
1981-1982 ·
1982-1986 ·
1986-1989 ·
1989-1994 ·
1994-1998 ·
1998-2002 ·
2002-2003 ·
2003-2006 ·
2006-2010 ·
2010-2012 ·
2012-2017 ·
2017-2021 ·
2021-2023 ·
2023-heden
Overzicht historische zetelverdeling